# Страхов, Александр Борисович
Алекса́ндр Бори́сович Стра́хов (1948, СССР — 27 января 2021, Бостон, США) — русский поэт и учёный-этнограф-лингвист. Отец актёра Даниила Страхова. С 1989 года жил в США, редактор и издатель международного журнала «Palaeoslavica».

## Биография
Родился в СССР в 1948 году. В 1968—1969-е гг. принимал участие в работе литературного объединения «Спектр» (на базе Московского института химического машиностроения) под руководством Ефима Друца. После десятилетнего перерыва в 1979 г. снова стал писать. Стихи Страхова распространялись в самиздате на филологическом факультете МГУ, его творчеству были посвящены две ранние статьи выдающегося филолога Максима Ильича Шапира (1962—2006).
В 1972 году окончил филологический факультет МГУ. Кандидат филологических наук (диссертация «Терминология и семиотика славянского бытового и обрядового печенья», Институт славяноведения и балканистики АН СССР, 1986).
С середины 1980-х гг. Страхов отошёл от поэзии и полностью посвятил себя занятиям наукой.
С 1989 года жил в Бостоне (США).
С 1993 года — редактор и издатель международного журнала Palaeoslavica (Cambridge, Mass., ISSN 1070-5465), издания широкого профиля в области славянских древностей, этнологии и фольклора (см.: www.palaeoslavica.com).
Во второй половине 2000-х годов возвращением поэзии Страхова российскому читателю занималось московское Издательство Николая Филимонова. В 2006 году вышел сборник «Пробуждение», написанный в 1979—1983 гг. Одновременно Александр Страхов вернулся к поэтическому творчеству и написал книгу «Лицо в толпе», выпущенную тем же издательством в 2009 году и награждённую внутренней премией издательства. В 2009 году Александр Страхов написал новую книгу стихов «В созвездии Кота».
Умер 27 января 2021 года в Бостоне в возрасте 72 лет.

## Семья
- Первая жена — Елена Соловьева (ум. 3 августа 2021), психотерапевт, частный практик, создатель авторской школы гештальт-терапии.
  - Сын — Даниил Страхов (род. 1976), актёр театра и кино.
- Вторая жена — Ольга Страхова (ур. Заславская, род. 1960), филолог, историк-медиевист, автор научных трудов и монографий по древнерусским литературным и лингвистическим текстам.
  - Дочь — Елизавета Страхова (род. 1984), филолог[3].

## Научная деятельность
Страхов — автор ряда научных публикаций. Важнейшие из них:
- Культ хлеба у восточных славян. Опыт этнолингвистического исследования. München, 1991 (= Slavistische Beiträge, Bd. 275). 244 стр.
- Путятина Минея на май. Подготовка текста и параллели М. Ф. Мурьянова; редакция, предисловие и текстолого-палеографический комментарий А. Б. Страхова. Palaeoslavica, vol. VI/1998, стр. 114—208; vol. VII/1999, стр. 136—217; vol. VIII/2000, стр. 123—221.
- Новгородские и псковские «переходы» мл’ > н’, tl > кл, dl > гл: альтернативные решения. Palaeoslavica, vol. VII/1999, стр. 275—296> Palaeoslavica, vol. VIII/2000, стр. 273—296.
- Об орнаментальных принципах организации строки в древнерусских текстах как основе графико-орфографического варьирования. Palaeoslavica, vol. IX/2001, стр. 5-71.
- Ночь перед Рождеством: народное христианство и рождественская обрядность на Западе и у славян. Cambridge, Mass., 2003 (= Palaeoslavica XI. Supplementum 1). 380 стр.

В своём главном труде — книге «Древненовгородский диалект» А. А. Зализняк уделяет много внимания критике гипотез Страхова (более 60 ссылок):

С болезненной страстью А. Б. Страхов стремится представить как злонамеренную чушь решительно всё новое, что стало известно о древнем новгородско-псковском диалекте за последние десятилетия, а соответствующих авторов он, не затрудняя себя узами этики, изображает как невежд и проходимцев. Если верить А. Б. Страхову, такого диалекта, попросту говоря, и не было. Потребность разнести в клочья у него так остра, что аргументы и контргипотезы для этого годятся какие попало — от сколько-нибудь правдоподобных до откровенно нелепых; главный же инструмент воздействия на читателя — тон безмерного превосходства. Особенно гротескны те пассажи, где в том же тоне мэтра автор преподносит читателю элементарные ляпсусы…

Напротив, норвежский учёный Ян Ивар Бьёрнфлатен полагает:

Несмотря на полемический тон, кажется очевидным, что А. Б. Страхов проводит самую существенную критику школы А. А. Зализняка.

## Литературная деятельность
По мнению критика Данилы Давыдова,

в очень скупой манере, избегая практически любого формального сдвига в тексте, Страхов последовательно описывает опыт пространственной и временной отделённости от чего-то общего, опыт изолированности, неприкаянности, отрицания нивелированных общих (то есть ничьих) ценностей.

Людмила Вязмитинова в своей статье о Страхове отмечает, что

тексты Страхова предельно серьёзны и на поверхностный взгляд временами могут показаться даже несколько простовато-наивными и тяжеловесными — без малейшего отсыла к наивности и примитивизму. <…> Рисуемая им онтологическая картина мира опирается на понятия Бога и рая, <…> физический мир там — земное пространство, в котором вынужденно пребывает тело, в котором в свою очередь вынужденно пребывает душа, настоящий дом которой — метафизическое пространство.